# 38ª Divisione fanteria "Puglie"
La 38ª Divisione fanteria "Puglie" fu una grande unità del Regio Esercito, operativa durante la seconda guerra mondiale. Era in particolare una divisione di fanteria da montagna, che si distingueva dalle analoghe unità di fanteria ordinarie per la trazione del Reggimento di artiglieria divisionale, che risultava composto da due gruppi someggiati e di uno carrellato, invece che di due ippotrainati ed uno someggiato e per l'utilizzo di salmerie invece che del classico carreggio. Con il progredire della guerra e la progressiva motorizzazione di una parte considerevole delle artiglierie divisionali, le divisioni da montagna divennero sostanzialmente indistinguibili dalle normali divisioni di fanteria, e la denominazione specifica andò progressivamente in disuso.

## Storia
Le origini della grande unità risalgono alla Brigata "Puglie", costituitasi il 1º agosto 1862 con in organico 71º ed il 72º Reggimento fanteria "Puglie" e smobilitata nel 1871. Mobilitata nel 1915 all'inizio della prima guerra mondiale, in seguito al riordinamento del Regio Esercito del 1926 su brigate ternarie, il Comando della Brigata ed il 72º Reggimento vengono sciolti, mentre il 71º venne aggregato ala X Brigata di Fanteria. Il 15 maggio 1939 il 71º e 72º Reggimento fanteria furono riuniti e costituirono, con il 15º Reggimento artiglieria per Divisione di fanteria, e il neo nato (7 settembre 1939 - Sacile),   38º Battaglione Mortai 81 la 38ª Divisione fanteria "Puglie" di Conegliano Veneto.
Durante la seconda guerra mondiale, nel febbraio 1941 viene trasferita in Albania ed il 5 marzo viene schierata sul fronte greco-albanese nel settore di Vai Desnizzes. Mandata tra il 9 marzo e l'11 all'attacco delle posizioni di Bregu Rapit e Spi Camarate, subisce perdite tali da doversi riorganizzare a Ragusa. Dal 1º aprile viene trasferita sul confine albanese-jugoslavo nel settore Kukës-Murre-Muhurr, sul Drin. Con l'inizio delle ostilità contro la Jugoslavia, la divisione blocca i tentativi di assalto nemici a Blate e Magellara, poi dall'11 aprile avanza occupando Debar e riunendosi con le unità tedesche provenienti da nord. Dal 27 ai primi di maggio l'unità occupa Prizren, Đakovica, Peć, Orahovac, Štimlje e Srbica, dove rimane come forza di occupazione dopo il termine delle ostilità e per tutto il 1942.
Dal 20 dicembre 1942 venne assegnato, quale comandante della fanteria divisionale, il generale di brigata Carlo Baudino, già comandante della 3ª brigata alpina di marcia.
Nel 1943 alla divisione viene assegnato il 1º Reggimento "Cacciatori d'Albania", unità straniera del Regio Esercito reclutata nel Regno d'Albania dopo l'annessione. I reparti continuano l'attività di presidio e rastrellamento fino all'8 settembre 1943, quando la Divisione "Puglie" si scioglie in conseguenza dell'armistizio di Cassibile.

## Ordine di battaglia: 1940
- 71º Reggimento fanteria "Puglie"
- 72º Reggimento fanteria "Puglie"

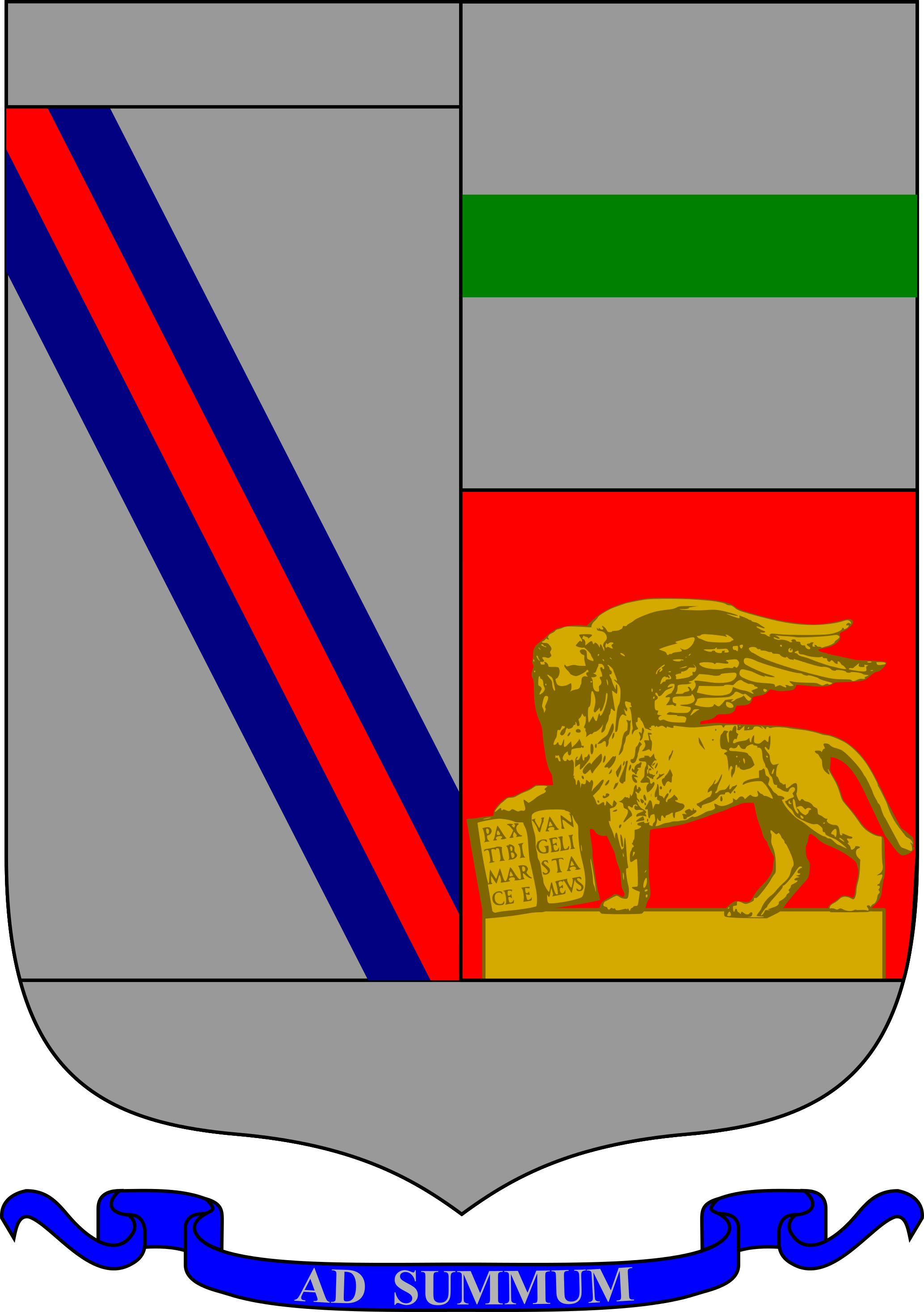
Lo stemma araldico del 71º Reggimento fanteria "Puglie", 1939

- 115ª Legione CC.NN. d'assalto "Del Cimino" (aggregata nel 1941)
  - CXV Battaglione CC.NN. d'assalto "Viterbo"
  - CXXI Battaglione CC.NN. d'assalto "Littoria"
  - 115ª Compagnia CC.NN. mitraglieri
- 15º Reggimento artiglieria "Montenero"
  - I Gruppo artiglieria
  - II Gruppo artiglieria
  - III Gruppo artiglieria
- XXXVIII Battaglione mortai da 81
- 38ª Compagnia controcarri da 47/32
- 43ª Compagnia genio
- 38ª Compagnia mista telegrafisti/marconisti
- 56ª Sezione sanità
- 38ª Sezione panettieri
- 12º Ufficio Posta Militare

## Ordine di battaglia: 1943
- - Comando della fanteria divisionale (Gen. B. Carlo Baudino dal 20 dicembre 1942)
- 71º Reggimento fanteria "Puglie"
- 72º Reggimento fanteria "Puglie"
- CXV Battaglione CC.NN. "Viterbo"
- 1º Reggimento "Cacciatori d'Albania"
- 15º Reggimento artiglieria "Montenero"
  - I Gruppo artiglieria
  - II Gruppo artiglieria
  - III Gruppo artiglieria
- XXXVIII Battaglione mortai da 81

## Comandanti 1939-1943
- Gen. D. Mario Marghinotti (31 maggio - 11 novembre 1940)
- Gen. D. Alberto D'Aponte (12 novembre 1940 - 30 aprile 1942)
- Col. Gino Reghini (com.te del 15° regg. Art.) - (interinale 1° - 11 maggio 1942)
- Gen. D. Federico D'Arle (12 maggio 1942 - 1º settembre 1943)
- Gen. B. Luigi Clerico (già com.te della fant. della 49ª div. Parma) - 2-9 settembre 1943)